# Akademicki Chór Politechniki Krakowskiej „Cantata”
Akademicki Chór Politechniki Krakowskiej „Cantata” powstał w 1990 roku. Założyła go i do 2000 roku prowadziła Małgorzata Januszewska. Chór zrzesza studentów krakowskich szkół wyższych.
Zespół interesuje się głównie muzyką dawną, w tym religijną i świecką, zarówno polską, jak i zagraniczną. Dla potrzeb koncertowych oraz w celu zdobycia nowych doświadczeń muzycznych repertuar chóru nieprzerwanie wzbogacany jest o utwory wszystkich epok, nie brakuje w nim także polskiej muzyki ludowej, kolęd, pieśni patriotycznych oraz muzyki cerkiewnej.
Chór „Cantata” uczestniczy w ogólnopolskich festiwalach i przeglądach chórów akademickich odbywających się w takich ośrodkach, jak Wrocław, Gliwice, Warszawa, czy rodzinny Kraków.
Zespół koncertował również za granicą: w Czechach, Niemczech, Finlandii, Austrii, we Francji, oraz na Litwie, Białorusi, Węgrzech i Słowacji, gdzie został ciepło przyjęty przez publiczność. Na co dzień Akademicki Chór Politechniki Krakowskiej CANTATA uczestniczy – poprzez swoje koncerty – w życiu muzycznym Krakowa oraz macierzystej Uczelni, na terenie której pracuje, starając się być jej jak najlepszą wizytówką.

## Festiwale i konkursy
- 1992 – XI Międzynarodowy Festiwal Muzyki Cerkiewnej „Hajnówka” w Hajnówce – III miejsce
- 1992 – Konkurs Chórów Krakowskich – III miejsce
- 1993 – XII Międzynarodowy Festiwal Muzyki Cerkiewnej „Hajnówka” w Hajnówce wyróżnienie
- 1993 – Ogólnopolski Festiwal Pieśni Chóralnej „Kolędy i Pastorałki” w Myślenicach – I miejsce
- 1994 – XIV Ogólnopolski Festiwal Pieśni o Morzu w Wejherowie – I miejsce, nagrodę Zarządu Głównego P.Z.Ch.i.O. z siedzibą w Warszawie oraz nagrodę Dowódcy Marynarki Wojennej Rzeczypospolitej Polskiej
- 1996 – Ogólnopolski Festiwal Pieśni Chóralnej „Kolędy i Pastorałki” w Myślenicach – II miejsce
- 1998 – Krakowski Festiwal Muzyki Chóralnej – II miejsce
- 2000 – XXII Małopolski Konkurs Chórów w Niepołomicach – Złote Pasmo
- 2003 – XXV Małopolski Konkurs Chórów – Złote Pasmo
- 2003 Międzynarodowy Festiwal Chórów Akademickich „Universitas” w Iwanowie w Rosji – I nagroda
- 2004 – XXVI Małopolski Konkurs Chórów – Złote pasmo
- 2004 – VI Międzynarodowy Festiwal Chóralny „Isola Del Sole” w Grado we Włoszech – Srebrny Dyplomu
- 2006 – XV Ogólnopolski Festiwal Pieśni Chóralnej „Kolędy i Pastorałki” w Myślenicach – wyróżnienie

## Dyrygenci chóru
- 1990–2001 – Małgorzata Januszewska
- od 2001 – Marta Stós